# Tofino
Tofino è una municipalità distrettuale del Canada, situata sull'Isola di Vancouver in Columbia Britannica, nel distretto regionale di Alberni-Clayoquot.
La località porta questo nome in omaggio al navigatore spagnolo Vicente Tofiño de San Miguel.